# Anastasiyevka (Krasnodar)
Anastasiyevka (del ruso: Анастасиевка) es un seló del raión de Tuapsé del krai de Krasnodar, en el sur de Rusia. Está situado en las estribaciones meridionales del extremo oeste del Cáucaso Occidental, a orillas del río Pshenajo, afluente del río Tuapsé, 15 km al nordeste de Tuapsé y 93 km al sur de Krasnodar, la capital del krai. Tenía 316 habitantes en 2010.
Pertenece al municipio Gueórguiyevskoye.

## Historia
En 1866 colonos checos provenientes del Imperio austrohúngaro ocuparon el valle del río Pshenajo, creando varios jútor: Kodrle, Martyntsev, Odegnala, Sedlachkin y Shinkorin. En 1872 los jútores checos de Gueórguiyevskoye contaban 113 habitantes. En 1902 fue agrupada y bautizada con su nombre actual en homenaje a la princesa Anastasia Nikoláyevna de Rusia.

## Transporte
Cuenta con una estación (Krivenkovskaya) en la línea Tuapsé-Krasnodar. Por la localidad pasa la carretera R254 Maikop-Tuapsé.